# Нава-Шева

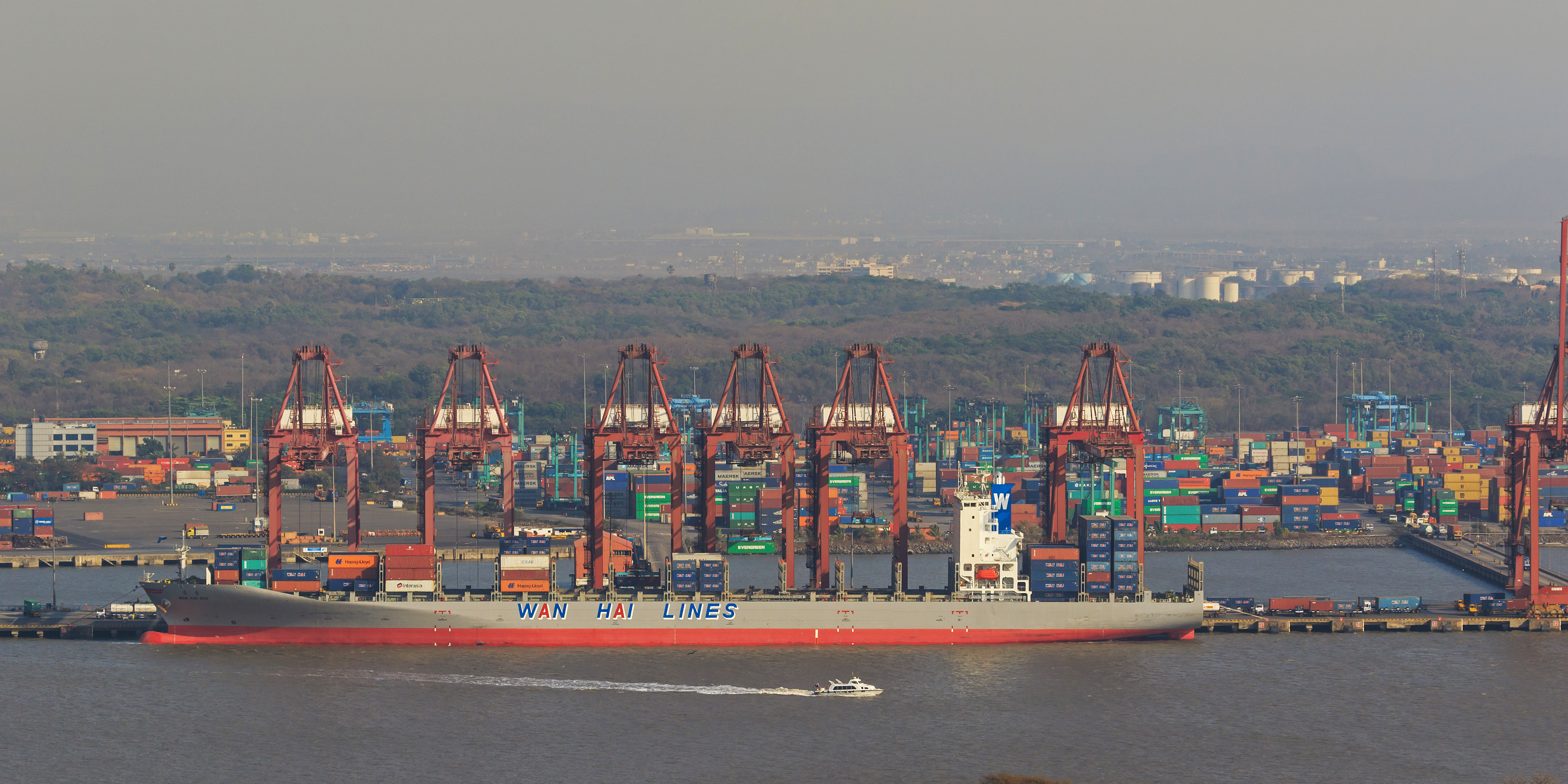

Нава-Шева (англ. Nhava Sheva), официальное название — Джавахарлал Неру Порт (англ. Jawaharlal Nehru Port) — крупнейший морской порт Индии. Является 24 по грузообороту портом среди 100 крупнейших контейнерных портов мира.
Порт Нава-Шева обрабатывает почти 65 % от общего объёма индийских контейнерных экспортно-импортных грузов. Контейнерооборот порта в 2011 финансовом году достиг 4,27 млн TEUs.
Расположен на юге Мумбаи в штате Махараштра.
Порт контролируется центральным правительством Индии.
Порт назван в честь первого премьер-министра Индии.
Терминалы порта:
Контейнерные терминалы:
- Jawaharlal Nehru Port Container Terminal (JNPCT)
- Nhava Sheva International Container Terminal (NSICT)
- Gateway Terminals India (GTI) — создан в 2004 году как совместное предприятие APM Terminals и Container Corporation of India Ltd (CONCOR).

Наливной терминал:
- Bharat Petroleum Corporation Limited (BPCL)

В январе 2013 года Министерство финансов Индии одобрило заявку компании DP World (дочерняя компания Dubai World) на участие в строительстве нового контейнерного терминала в порту Нава-Шева мощностью 800 тыс. TEU в год. Планируется, что новый терминал вступит в строй с 2015 г.